# Medaille voor trouwe dienst van de Koninklijke Zuid-Hollandsche Maatschappij tot Redding van Schipbreukelingen
In 1940 werd de Medaille voor trouwe dienst van de Koninklijke Zuid-Hollandsche Maatschappij tot Redding van Schipbreukelingen ingesteld door de Koninklijke Zuid-Hollandsche Maatschappij tot Redding van Schipbreukelingen.
Er was al eerder een medaille ingesteld, de Medaille van den Noord- en Zuid-Hollandsche Redding Maatschappij, later de "Koninklijke Noord- en Zuid-Hollandsche Redding Maatschappij" werd sinds 1840 door het bestuur van deze vereniging die zich richtte op het redden van schipbreukelingen uitgereikt.
Nu werd behalve reddingswerk ook trouwe dienst, een 25-jarig jubileum, beloond.
De medaille werd in bezettingstijd ingesteld. Dat gebeurde in de bestuursvergadering van 5 november 1940. De Duitse autoriteiten hadden inmiddels het gebruik van het predicaat Koninklijk verboden en dat woord werd dan ook op de medaille weggelaten. Het ontwerp is afkomstig van een in 1924 door de Koninklijke Begeer ontworpen plaquette van de Koninklijke Zuid-Hollandsche Maatschappij tot Redding van Schipbreukelingen. De Firma Begeer in Zeist kreeg ook nu de opdracht om de medailles te slaan. De eerste 14 medailles werden op 21 mei 1941 te Huis Terheide en in 's-Gravenhage uitgereikt. In totaal werden er in de loop der jaren veertig medailles uitgereikt. De laatste twee in 1987 voor 20 in plaats van 25 dienstjaren. Daarna fuseerden de Koninklijke Zuid-Hollandsche Maatschappij tot Redding van Schipbreukelingen en de Koninklijke Noord-Hollandsche Maatschappij tot Redding van Schipbreukelingen tot één organisatie, de Koninklijke Maatschappij tot Redding van Schipbreukelingen.

## De medaille
De ronde zilveren medaille heeft een diameter van 40 millimeter en wordt aan een lint op de linkerborst gedragen. De voorzijde vertoont een ouderwetse reddingboot met riemen, op een stormachtige zee en op de achtergrond naar een schip in nood.
De keerzijde toont een lauwerkrans. Daarbinnen staat de tekst "DE ZUID-HOLLANDSCHE MIJ. TOT REDDING VAN SCHIPBREUKELINGEN". Er is ruimte opengelaten voor een inscriptie. De eerste medailles werden in 1941 verleend en op al deze medailles werd het jaar van indiensttreding en het jaartal "1941" onder de naam van de jubilaris gegraveerd.
Het lint is blauw-wit-oranje-wit-blauw in vijf gelijke verticale banen.